# جيم برايس (كرة سلة)
جيم برايس (بالإنجليزية: Jim Price)‏ مواليد 27 نوفمبر 1949 في روسلفيل، هو لاعب كرة سلة أمريكي سابق بدأ مسيرته الاحترافية في سنة 1972. تم اختياره من قبل فريق لوس أنجلوس ليكرز خلال الدرافت. يبلغ طوله 6 قدم 3 بوصة (1.9 م). اعتزل اللعب في 1979.

## المسيرة الاحترافية
لعب مع لوس أنجلوس ليكرز من سنة 1972 إلى 1975، ثم لعب مع ميلووكي باكز في سنة 1974، ثم لعب مع بوفالو بريفز في سنة 1976، ثم لعب مع دنفر ناغتس في سنة 1978، ثم لعب مع ديترويت بيستونز في سنة 1978، ثم لعب مع لوس أنجلوس ليكرز في موسم 1978–1979.

## روابط خارجية
- جيم برايس على موقع إن بي أي (الإنجليزية)
- جيم برايس على موقع سبورتس رفرنس (الإنجليزية)
- جيم برايس على موقع كلية كرة السلة في سبورتس رفرنس.كوم (الإنجليزية)
- جيم برايس على موقع ريلجم (الإنجليزية)
- جيم برايس على موقع بروبوليرز (الإنجليزية)